# 熊砖井
熊砖井，位于安徽省合肥市新站高新技术产业开发区磨店社区群治社居委。相传明朝当地出了一位熊姓侍郎，衣锦还乡后建了这口井，因此后人称此井为熊砖井。此井因晚清重臣李鸿章家族所用而闻名。2018年列为第六批合肥市文物保护单位。